# هیرام ابیف
هیرام ابیف(انگلیسی: Hiram Abiff) (همچنین هیرام ابیف یا پسر بیوه) شخصیت اصلی تمثیلی است که در طول درجه سوم فراماسونری به همه نامزدها می‌شود.
هیرام به عنوان معمار اصلی معبد پادشاه سلیمان معرفی شده‌است. او پس از اینکه دشمنان نتوانستند رمزهای عبور مخفی استاد ماسون‌ها را از او دریافت کنند، در داخل این معبد توسط سه فرد به قتل می‌رسند. مضامین تمثیل اهمیت وفاداری به لژ و یقین بودن مرگ است.

## افسانه ماسونی هیرام ابیف

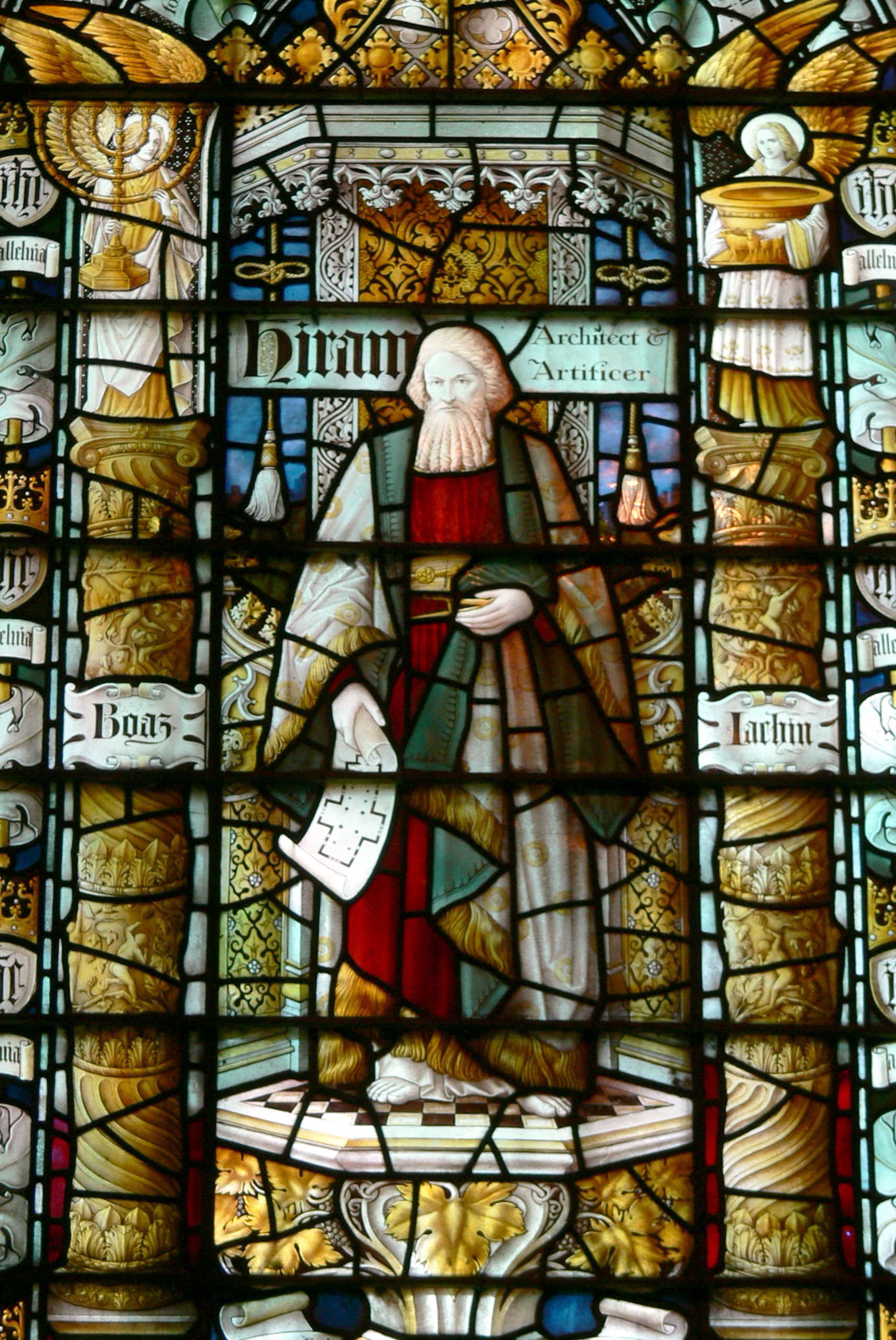
معمار هیرام، کلیسای سنت جان، چستر (۱۹۰۰)

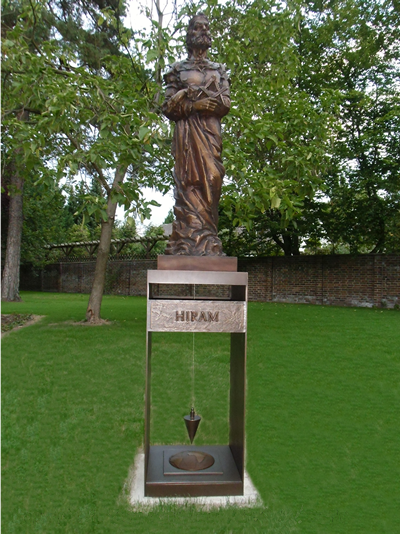
مجسمه برنز ساخته نیکولاوس اتو کروش، برلین، آلمان (۲۰۱۳)

داستان هیرام ابیف که در لژهای ماسونی نقل شده‌است، پایه درجه سوم است. داستان با ورود او به اورشلیم و انتصاب او توسط سلیمان به عنوان معمار اصلی و استاد کار در ساخت معبدش آغاز می‌شود. در حالی که معبد در حال تکمیل شدن است، سه سنگ‌تراش همکار هنگام خروج از ساختمان به او کمین می‌کنند و رازهای استاد سنگ‌تراش را می‌خواهند. هیرام توسط هر یک به نوبه خود به چالش کشیده می‌شود و در هر بار امتناع از افشای اطلاعات، مهاجم او را با ابزار سنگ‌تراشی (که بین حوزه‌های قضایی متفاوت است) می‌زند. او توسط سه مهاجم اول مجروح می‌شود و توسط آخرین مورد ضرب و شتم کشته می‌شود.
قاتلان او جسد او را زیر انبوهی از آوار پنهان می‌کنند و شب هنگام برمی‌گردند تا جسد را به خارج از شهر منتقل کنند و در قبری کم عمق که با شاخه‌ای از اقاقیا مشخص شده‌است، دفن می‌کنند. از آنجایی که روز بعد استاد از دست می‌رود، سلیمان گروهی از سنگ‌تراشان را برای جستجوی او می‌فرستد. اقاقیا به‌طور تصادفی کشف می‌شود و جسد نبش قبر می‌شود تا دفن در خور شان و مناسبی انجام شود. محل اختفای «سه روفی» نیز کشف می‌شود و آنها دستگیر می‌شوند. سلیمان به نیروی کار خود اطلاع می‌دهد که کلمه مخفی یک استاد سنگ‌تراشی اکنون گم شده‌است. او آن را با یک کلمه جایگزین، جایگزین می‌کند. این کلمه توسط ماسون‌ها یک راز تلقی می‌شود، اما برای صدها سال «افشاگری» مختلفی از این کلمه انجام شده‌است که معمولاً همه با یکدیگر متفاوت هستند. یکی از این «وحی»، «ماخ بنک» یا «ظاهراً زوال» است که بر اساس حرکات و کلماتی که پس از کشف جسد هیرام گفته شده‌است. این افسانه عمومی است که در حوزه‌های قضایی انگلیسی-آمریکایی مربوط می‌شود.
در فراماسونری قاره‌ای، داستان کمی متفاوت است: تعداد زیادی از استادان سنگ‌تراش (نه فقط هیرام) روی معبد کار می‌کنند، و این سه رفیق به دنبال رمز عبور و نشانه‌هایی هستند که به آنها دستمزد بالاتری بدهد. نتیجه یکسان است، اما این بار استاد ماسون‌ها هستند که جسد را پیدا می‌کنند. اسرار از بین نمی‌روند، اما سلیمان دستور می‌دهد که آنها را در زیر معبد دفن کنند و روی قبر هیرام حک شود و همان جایگزینی برای احترام انجام شود. اسرار «از دست رفته» در سنت‌های دیگر در اینجا به عنوان بخشی از تشریفات آنها به استاد ماسون‌های جدید داده می‌شود. در این نسخه، هیرام اغلب به آدونیرام تغییر نام می‌دهد.

## هیرام در کتاب مقدس
در کتاب مقدس عبری یا عهد عتیق، سه نمونه جداگانه از افرادی به نام هیرام وجود دارد که در ساختن معبد سلیمان نقش داشتند:
- هیرام، پادشاه قلمرو صور (امروزه، در کشور مدرن لبنان)، در دوم سموئیل ۵:۱۱ و اول پادشاهان ۵:۱–۱۰ به دلیل فرستادن مصالح ساختمانی و افراد برای ساخت اولیه معبد در اورشلیم. در درام ماسونی، «هیرام، پادشاه صور» به وضوح از «هیرام ابیف» متمایز می‌شود. اولی آشکارا یک پادشاه است و دومی آشکارا یک استادکار. آنها را می‌توان در زمینه‌های دیگر اشتباه گرفت.[۴]
- در اول پادشاهان ۷: ۱۳–۱۴، هیرام به عنوان پسر بیوه‌زنی از قبیله نفتالی که پسر یک کارگر برنز تیری بود، توصیف شده‌است که سلیمان او را برای ریختن وسایل برنزی و تزئینات تزئینی معبد جدید فرستاد. از این اشاره، فراماسون‌ها اغلب از هیرام (با ابیف اضافه شده) به عنوان «پسر بیوه» یاد می‌کنند. هیرام این برنزها را در زمین سفالی در دشت اردن بین سوکوت و زارتان/زرداته ریخت (اول پادشاهان ۷: ۴۶–۴۷).
- ۲ تواریخ ۲: ۱۳–۱۴ به درخواست رسمی سلیمان پادشاه اورشلیم از هیرام اول پادشاه صور، برای کارگران و مصالحی برای ساختن معبد جدید اشاره می‌کند. پادشاه هیرام (هورام در تواریخ) پاسخ می‌دهد: «و اکنون مردی ماهر و دارای فهم فرستادم، هرم ابی.[۵] (پسر زنی از دختران دان و پدرش مردی اهل صور بود). مهارت در کار در طلا و نقره، برنز و آهن، سنگ و چوب، بنفش و آبی، کتان نازک و زرشکی، و انجام هر حکاکی و اجرای هر نقشه ای که به او داده شود، با مردان ماهر و با مردان ماهر پروردگار من پدرت داوود.»[۶] عبارت ایتالیک بالا در نسخه جدید کینگ جیمز به عنوان «هورام استاد صنعتگر من» ترجمه شده‌است. اکثر ترجمه‌های این قطعه، «اب-» را در «ابی» به‌عنوان حالت ساخت «عبا» می‌گیرند که در اینجا به عنوان استاد ترجمه شده‌است. ترجمه‌های قدیمی‌تر ترجیح می‌دادند «اب-» را پدر ترجمه کنند. ترجمه متداول پسوند -i «من» است، که این قرائت مشکل‌زا را نشان می‌دهد که هیرام پدر خود را می‌فرستد که هیرام نیز نامیده می‌شود. این در ولگاته، کتاب مقدس Douay-Rheims و در کتاب مقدس Wycliffe یافت می‌شود.[۷] قرائت دیگر به‌عنوان مضارع عبری قدیم است، و گونه‌ای از «پدرم» در هفتادگانی،[۸] کتاب مقدس اسقف و انجیل ژنو یافت می‌شود.[۷] جیمز اندرسون در قانون اساسی خود در سال ۱۷۲۳ اعلام کرد که بسیاری از مشکلات مربوط به این متن با خواندن «ابی» به عنوان قسمت دوم یک نام خاص که او آن را به عنوان «هیرام ابیف» ترجمه کرده‌است، حل می‌شود،[۹] موافق ترجمه‌ها. از مارتین لوتر[۱۰] و خواندن مایلز کاوردیل از ۲ تواریخ 4:16.[۱۱]

## گزارش‌های دیگر از هیرام کتاب مقدس
فلاویوس ژوزفوس در آثار باستانی یهودیان (فصل ۸:۷۶) از هیرام به عنوان τεχνίτης، سازنده، صنعتگر یاد می‌کند. «حال سلیمان از صور شخصی را فرستاد که نامش هیرام بود. او از طرف مادرش از قبیله نفتالی بود (زیرا او از آن قبیله بود) اما پدرش اور بود و از اهل بیت بنی اسرائیل بود. ."
تارگوم شنی، تفسیر آرامی بر کتاب استر که در فاصله زمانی بین سقوط روم و جنگ‌های صلیبی نوشته شده‌است، ساخت تختی معجزه آسا برای سلیمان را به هیرام نسبت می‌دهد که در زمان استر توسط نوادگان کوروش کبیر استفاده می‌شد.
مفصل‌ترین نسخه این افسانه در گزارش ژرار دو نروال در سال ۱۸۵۱، Voyage en Orient، رخ می‌دهد، جایی که او داستان را با درج تمام رمزهای عبور ماسونی، به عنوان بخشی از داستان بالکیس، "ملکه صبح" و " سلیمان " شاهزاده جنی روایت می‌کند. ,. این شرحی از نسخه دوم بالا است، جایی که استاد صنعتگر آدونیرام نام دارد. قبل از مرگ، او دستخوش ماجراهای عرفانی می‌شود زیرا داستان او با داستان سلیمان و بالکیس، ملکه سبا در هم تنیده شده‌است. قاتلانی که او را می‌کشند زیر نظر خود سلیمان هستند. دو نروال داستان را به گونه‌ای نقل می‌کند که در یک قهوه‌خانه شرقی در یک دوره دو هفته‌ای روایت شده‌است. گزارش مشابهی در انجمن‌های مخفی همه اعصار و کشورها نوشته چارلز ویلیام هکتهورن آمده‌است، جایی که سلیمان نقشه ای برای نابودی هیرام به دلیل عشق متقابل بین هیرام و ملکه سبا دارد. در همین حال، در سال ۱۸۶۲، کل ماجرای عشق آدونیرام به بالکیس و قتل او توسط سه کارگر به دستمزد سلیمان در اپرای چارلز گونود، La reine de Saba به موسیقی درآمد.

## سایر نظریه‌ها
پیشنهادهای زیادی برای منشأ داستان ماسونی هیرام ابیف ارائه شده‌است که توسط اکثر دانشمندان ماسونی رد شده‌است. با این حال، نظریه برجسته مورد حمایت بسیاری از محققان فراماسونری تاریخی در کار اخیر برادر کریستوفر پاول، که در سال ۲۰۲۱ مقاله ای در QCCC منتشر کرد مبنی بر اینکه کشیش دکتر جان تئوفیلوس دساگولیرز نویسنده احتمالی داستان هیرام ابیف در اوایل دهه ۱۷۲۰ است و او بود که آن را به درجه ۳ معرفی کرد. در تحقیقات خود برادر پاول اشاره می‌کند که چگونه دساگولیرز جنبه «کلمه گمشده» درجه طاق سلطنتی را که احتمالاً در کتابی با عنوان «معبد سلیمان، به تصویر کشیده شده توسط کتاب مقدس» متعلق به خود خوانده‌است، معرفی کرد. اگر قرار بود کلمه ای پیدا شود، ابتدا باید گم شود، از این رو داستان هیرام ابیف. به گفته پاول، Desaguliers به عنوان یک فرانسوی ساکن انگلستان، افسانه Chanson de Geste را می‌شناخت و از آن به عنوان پایگاهی برای افسانه هیرام ابیف استفاده می‌کرد. با این حال، پاول به جای اینکه از قرن دوازدهم به عنوان یک آیین استفاده شود، استدلال می‌کند که دساگولیرها از این اسطوره موجود برای ایجاد داستانی مرکزی برای درجه سوم تازه ایجاد شده استفاده کردند، که هیچ مدرکی برای قبل از سال ۱۷۲۰ وجود ندارد.

### Seqenenre Tao II

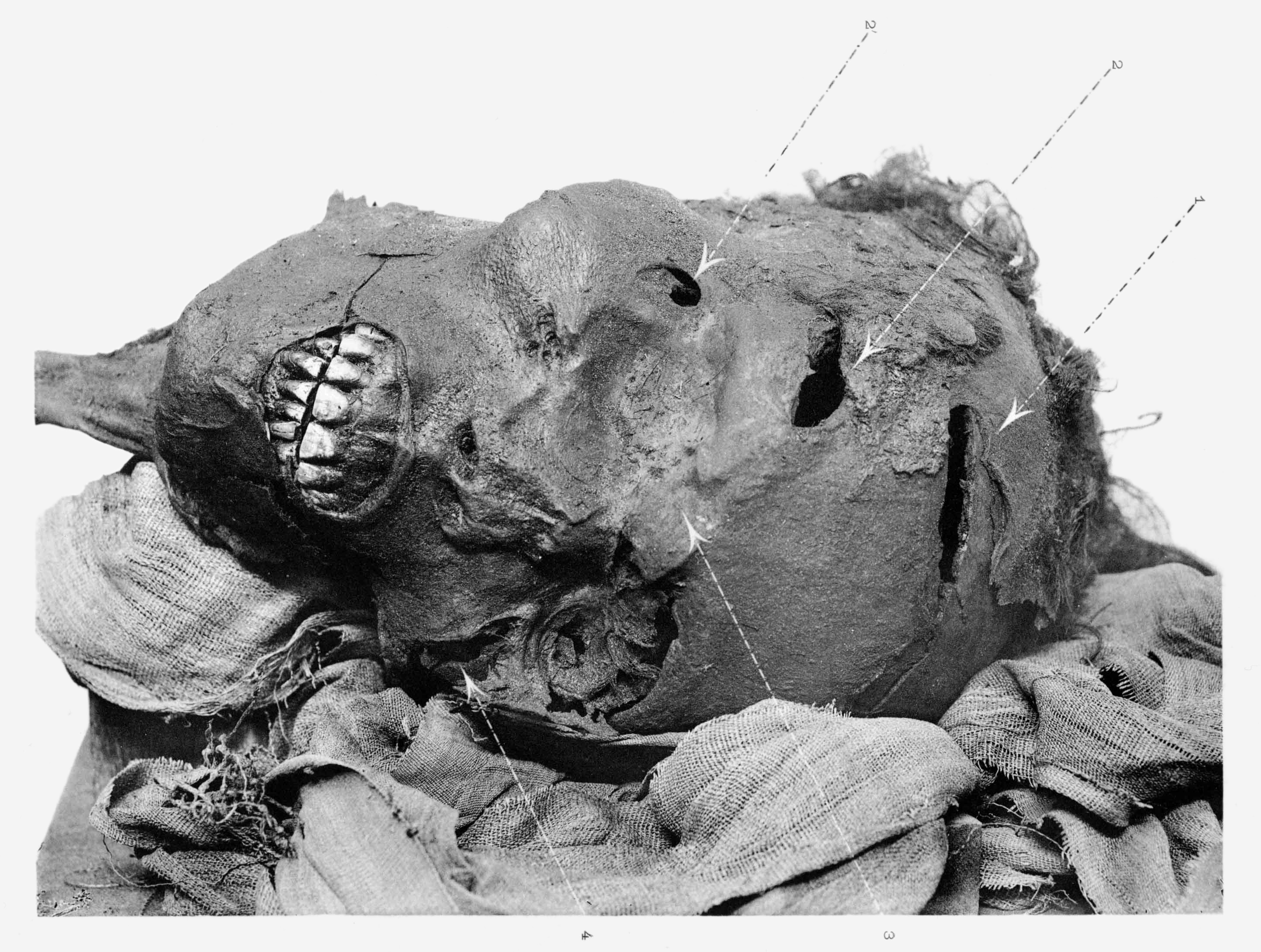
لوماس و نایت ادعا می‌کنند که زخم‌های Sequenre Tao II او را به هیرام ابیف تبدیل کرده‌است

به گفته نویسندگان رابرت لوماس و کریستوفر نایت، نمونه اولیه هیرام ابیف، پادشاه مصر تائو دوم بود که (آنها ادعا می‌کنند) به شیوه ای تقریباً یکسان درگذشت. این ایده توسط اکثر دانشمندان ماسونی رد شده‌است.

### ذوالنون المصری
در کتاب صوفیان، محقق افغان، ادریس شاه، پیشنهاد کرد که ذوالنون المصری ممکن است منشأ شخصیت هیرام ابیف در آیین ماسونی استاد ماسون بوده باشد. او معتقد است که این پیوند از طریق فرقه صوفی البنا («سازندگان») بود که مسجد الاقصی و قبه الصخره را در اورشلیم ساختند. این برادری می‌توانست بر برخی از اصناف ماسونی اولیه تأثیر بگذارد که به شدت از معماری شرقی در ایجاد سبک گوتیک وام گرفته بودند.

### رنو دو مونتوبان
مورخ فراماسونی فرانسوی پل ناودون شباهت بین مرگ هیرام و قتل رنو دو مونتوبان در اواخر قرن دوازدهم chanson de geste، چهار پسر آیمون را برجسته کرده است. رنو، مانند نمونه اولیه خود سنت رینولد، هنگام کار به عنوان سنگ‌تراشی در کلیسای جامع کلن بر اثر ضربه چکش به سرش کشته شد و جسد او توسط قاتلانش مخفی شد قبل از اینکه به‌طور معجزه آسایی دوباره کشف شود.